# Petro Karmanskyj

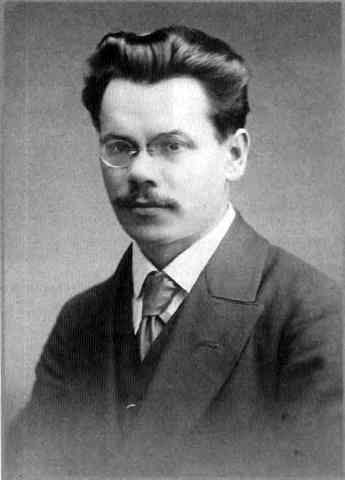
Petro Karmanskyj

Petro Sylwestrowytsch Karmanskyj (ukrainisch Петро Сильвестрович Карманський), geb. am 29. Mai 1878 in Cieszanów, Österreich-Ungarn (heute Polen); gest. am 16. April 1956 in Lwiw, Ukrainische SSR; war ukrainischer Dichter, Journalist, Übersetzer und Mitglied der literarisch-modernistischen Gruppe Moloda musa, die unter dem Einfluss der neuen Strömungen der Moderne in Europa entstand.

## Biografie
Petro Karmanskyj wurde am 29. Mai 1878 als Sohn eines Handwerkers und Landwirts in der Kleinstadt Cieszanów geboren. Seine Eltern verstarben, während er das Gymnasium besuchte. Nach seiner schulischen Ausbildung und dem angefangenen Studium an der Universität Lwiw verweigerte er sich der österreichischen Armee und reiste 1900 nach Italien, um dort am Kollegium Ruthenium zu studieren. Dieses Studium brachte Karmanskyj nicht zu Ende. 1904 kehrte er nach Lwiw zurück, wo er ein aktives literarisches Leben zu führen begann, wobei er zahlreiche Vorlesungen von berühmten Literaten und Journalisten besuchte und im Jahre 1906 zum Chefredakteur der Zeitschrift Mir wurde. Dieses Ereignis bildete gleichzeitig den Grundstein für die literarische Gruppe Moloda Musa, in der Karmanskyj ein angesehenes Mitglied war. 1907 geriet er aufgrund seiner Teilnahme an den studentischen Aufständen der Universität Lwiw ins Gefängnis. Nach der Freilassung arbeitete er als Hauslehrer und Zeitschriftenredakteur, bis er eine Stelle als Lehrer am ukrainischen Gymnasium in Ternopil erhielt.
1910 heiratete Karmanskyj Schdyslawa Sawtschek. Aus dieser Ehe gingen sechs gemeinsame Kinder hervor. Drei Jahre später ging er nach Kanada, um dort Seminare über die ukrainische Geschichte und Literatur zu halten. Als er 1915 während des Ersten Weltkrieges und des hereinbrechenden Bürgerkrieges in seine Heimat zurückkehrte, schloss er sich Andrej Scheptyzkyjs, einem der aktivsten Organisatoren der nationalistischen Konterrevolution.an und wurde Aktivist der West-Ukrainische Volksrepublik (auch: Sachidno-Ukrajinska Narodna Respublika), kurz SUNR. Er reiste 1922 nach Brasilien, wo er bis 1931 um Mittel für SUNR warb und als Redakteur einer Zeitschrift tätig war. In den 1920er Jahren erlebte Karmanskyj die Gründung der Ukrainischen Sozialistischen Sowjetrepublik. Im Jahre 1931 kehrte Petro Karmanskyj in seine Heimat zurück und nahm erneut eine Stelle als Lehrer am Gymnasium in Drohobytsch auf. 1940 wurde er in den Verband der ukrainischen Schriftsteller aufgenommen. Vier Jahre später wurde er bis 1946 zum Direktor des Nationalen Literatur-Gedächtnis-Museums Iwan Franko (ukr.: L’viv’skyj nacional’nyj literaturno-memorial’nyj muzej Ivana Frank) in Lwiw berufen. Bis zu seinem Tod am 16. April 1956 in Lwiw schrieb Karmanskyj noch einige bedeutende Werke. Er wurde auf dem Lytschakiwski-Friedhof in Lwiw beerdigt.

## Bildung
Petro Karmanskyj besuchte ab 1892 das Ukrainische Gymnasium in Przemyśl. 1899 begann er sein Studium an der Philosophischen Fakultät der Universität Lwiwg (heute: Nationale Iwan-Franko-Universität Lwiw), das er sich durch eine Nebentätigkeit bei dem Kredit- und Versicherungs-Unternehmen Dnstri finanzierte. 1900 reiste er in den Vatikan und schrieb sich am Kollegium Ruthenium ein, verließ es jedoch vier Jahre später ohne Abschluss, da er mit den klösterlichen Wohnbedingungen nicht zurechtkam, die sämtliche Kontakte zur Außenwelt untersagten.
Im Jahre 1904 kehrte er an die Universität Lwiw zurück. Dort nahm er aktiv am Literaturleben teil und besuchte Vorlesungen von Oleksandr Kolessa, Kyrylo Studynskyj sowie Mychajlo Hruschewskyj. Zudem las er Aufsätze von Iwan Franko, Wassyl Schtschurat sowie Ossyp Makowej. Sein Studium wurde unterbrochen, als er 1907 wegen Unterstützung des studentischen Aufstandes der Universität Lwiw ins Gefängnis kam, konnte es jedoch nach seiner Freilassung im selben Jahr beenden.

## Schaffen
Petro Karmanskyj ist ein Vertreter der ukrainischen Moderne und war Mitglied der 1906 gegründeten literarischen Gruppe Moloda muza in Lwiw. Diese Gruppe entstand als Teil jener europäischen Bewegung, die nach Erneuerung der Literatur strebte.
Karmanskyjs schriftstellerische Karriere begann bereits im Jahre 1899, als sein erster Sammelband mit dem Titel Z teky samobyvci erschien. Das Werk handelt von der tragischen Geschichte eines jungen Mannes und seiner unerwiderten Liebe.
1906 leitete Karmanskyj die Redaktion der Zeitschrift Svit.
Zu den weiteren Sammelbänden Karmanskyjs gehören Oj ljuli, smutku, Bludni ohni sowie Plyvem po morju t’my, die sich thematisch und atmosphärisch ähneln. Die Stimmung der Verzweiflung und Trauer, Traurigkeit, Melancholie und Hoffnungslosigkeit begleiten den Leser.
Der Sammelband Oj ljuli, smutku besteht aus düsteren und traurigen Liedern. In den Büchern Bludni ogni und Plyvem po morju t’my klingen die Motive des sozialen Protestes an.
Karmanskyjs Aufenthalt am Kollegium Ruthenium brachte ihm für eine Zeitlang eine kritische Haltung gegenüber der Kirche ein. Diese spiegelt sich in Plyvem po morju t’my wider.
Die von Karmanskyj überwiegend in Italien verfasste Lyrik ist mit Pessimismus und Skepsis erfüllt. Dunkelheit, Schmerz und Tod spiegeln sich in den Gedanken des Dichters wider.
Der Sammelband Al fresco ist durchdrungen von Tragik, Verzweiflung und seelischen Qualen. Hier wirkt der Autor als Satiriker der Kriegsepoche, in der er die Bourgeoisie kritisiert. In diesem Buch klingen die Noten der Ironie und des Grotesks.
In Brasilien schrieb Karmanskyj das Gedicht Plač brazylijskoji pušči.
Im Jahre 1936 erschien in Lwiw sein Buch der Erinnerungen über die Moloda muza unter dem Titel Ukrajins’ka bohema.
1940 trat Karmanskyj in den Verband der ukrainischen Schriftsteller ein. Ein Jahr später erschien sein Sammelband der Poesie Do soncja.
Neben seiner Arbeit als Dichter war Karmanskyj auch als Übersetzer tätig. So übersetzte er unter anderem die Göttliche Komödie von Dante Alighieri. Der erste Teil Die Hölle (ukr.: Пекло) erschien im Jahre 1956 unter Mitautorenschaft von Maksym Rylskyj.

## Werke (Auswahl)
- „Z teky samobyvci“, 1899
- „Oj ljuli, smutku“, 1906
- „Bludni ohni“, 1907
- „Plyvem po morju t’my“, 1909
- „Al fresco“, 1917
- „Za čest’ i volju“, 1923
- „Plač brazylijskoji pušči“, 1923
- „Ukrajins’ka bohema“, 1936
- „Do soncja“, 1941
- „Na jasnij dorozi“, 1952[2][3][6]